# 1267 Geertruida
1267 Geertruida (1930 HD) là một tiểu hành tinh vành đai chính được phát hiện ngày 23 tháng 4 năm 1930 bởi Van Gent, H. ở Johannesburg (LS).